# 1 Gwardyjski Korpus Kawalerii (ZSRR)

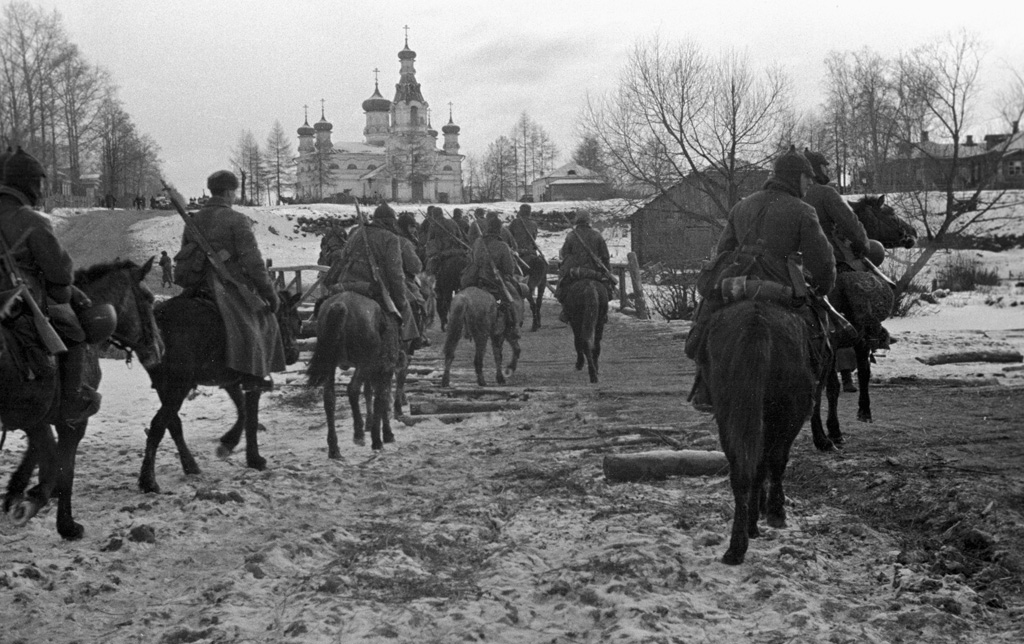
Kawalerzyści 1 KKgw w marszu, 15 grudnia 1941.

1 Gwardyjski Korpus Kawalerii (ros. 1-й гвардейский кавалерийский корпус) – oddział kawalerii Armii Czerwonej utworzony podczas II wojny światowej, przez przemianowanie 2 Korpusu Kawalerii.

## Formowanie i walki
1 Gwardyjski Korpus Kawalerii (1 GwKK) został utworzony 26 listopada 1941 roku przez przemianowanie 2 Korpusu Kawalerii. Według planów w 1 GwKK powino służyć około 20 000 żołnierzy, którzy do dyspozycji powinni mieć 19 000 koni i kilkaset aut. Za chwalebny udział w obronie Moskwy korpus nazwano gwardyjskim. W czasie bitwy 2 KK powstrzymał m.in. ataki niemieckie w rejonie Kaszyry i Zarajska. Podczas walk Armii Czerwonej z armią niemiecką na ziemiach polskich 1 Gwardyjski Korpus Kawalerii wchodził w skład 1 Frontu Ukraińskiego i uczestniczył w działaniach bojowych 60 Armii.

## Dowództwo korpusu
dowódca:
- gen mjr Paweł Biełow (1941-1942)
- gen. mjr Wiktor Baranow (1942-1946)

szef sztabu:
- płk Michaił Greczow

## Struktura organizacyjna
- 1 Dywizja Kawalerii
- 2 Dywizja Kawalerii
- 7 Dywizja Kawalerii

Oprócz dywizji kawalerii w skład 1 Gwardyjskiego Korpusu Kawalerii wchodziły trzy pułki czołgów (wyposażonych w T-34 i T-70) oraz pułk artylerii samobieżnej (wyposażony w SU-76).